# Halmstad äventyrsland
Halmstad äventyrsland i folkmun Äventyrslandet var en nöjespark i Söndrum i västra Halmstad.
Parken drivs av Nöjespark Sverige AB. Den grundades 1965 under namnet Miniland och var då främst inriktad på miniatyrer av kända byggnader samt en sagopark.

## Historik
På samma ställe, vid det gamla stenbrottet i Knebildstorp, ligger en cirka 34 600 kvadratmeter stor tomt som sedan år 1964 varit platsen för olika nöjesanläggningar.

### Miniland 1964-1996[5]
Det var år 1964 som de första planerna på en miniatyrpark växte fram i Halmstad. En holländare vid namn Johannes Rademaekers hade med inspiration av Madurodam skickat en förfrågan till Halmstad kommun om att få anlägga en park med modellbyggnader av svenska kända slott, herresäten, kyrkor och andra objekt. I samarbete med staden utsågs platsen som Miniland kom att byggas på. Först tittade man också på Laxön och områdena kring Östra Stranden.
En modellbyggare vid Waco, Kurt Lennå, anställdes som ansvarig för modellverkstaden där såväl holländare som tyskar, danskar och svenskar anställdes. Några modeller köptes också in. Lennå byggde på fritiden modellflygplan med vilka han tävlade i SM i hangflygning. Dessutom byggdes en modell av Halmstads stadsbild från 1800-talet. Detta byggdes dock inte på arbetstid på Miniland, även om modellflygplanen ibland visades upp.
Från invigningen och framåt hade Miniland egen poststämpel.

### Miniland 1997-2004[5]
Anläggningen var i familjen Rademaekers ägo fram till säsongen 1996/1997. Sonen Jan, som tagit över parken efter faderns död sålde, eftersom han dels ville utveckla sitt konsultföretag och dels ville få mer tid för sin familj. Den köptes då av Michael Eliasson och Mikael Andersson. De utökade med fler familjeaktiviteter men även en modell av Globen.
Efterhand som parken blev mer välbesökt så började rykten florera om att andra aktörer skulle öppna en stor nöjespark utanför Halmstad.
Enligt HP ville de sälja till en lokal ägare som blev tivolikoncernen Axels.

### Halmstad Äventyrsland 2005-2020[5]
Efter ägarbytet 2004 till Axels Nöjesfält, Tony Andreasson AB bytte parken namn till Halmstad Äventyrsland. Samtidigt utökades parken med fler attraktioner, såsom ett vattenland, karuseller och en dinosauriepark med modeller av dinosaurier i naturlig storlek. Antalet modellbyggnader minskade och rensades ut.
Även om Miniland bytte namn för flera år sedan så förekommer det då och då i tidningar, insändare och på busshållplatsen. Under 2013 uppdagades att en vattenrutchskana med 20 meters höjd uppförts utan bygglov och byggnadsnämnden utdömde vite, men gav samtidigt dispens i efter hand. Efter ett överklagande av en granne till parken upphävde Länsstyrelsen bygglovet och attraktionen tvingades rivas.
En kontrovers uppstod då skyltar med text som berättar om "lappar" hade uppmärksammats, vid en av de miniatyrmiljöer som byggdes på Minilandstiden, i en insändare i HP och att Axels Tivolis marknadschef inte hade känt till detta. Skylten togs bort efter replik i HP.
I mars 2021 föreslog Skanska att bygga bostäder på området efter att arrendeavtalet med Halmstad kommun löper ut år 2026. Den 17 mars 2021 rapporterade Hallandsposten/Hallands affärer om att koncernbolaget GKM Syd AB försatts i konkurs före jul 2020/2021. Konkursförvaltaren beskriver koncernen som komplicerad med "...bolag som har fordringar på varandra" och såväl köper tjänster som hyr ut till varandras verksamheter. Man letar också efter köpare till olika dotterbolag.

### Halmstad Äventyrsland 2021-2024
Nuvarande ägaren är fastighetsentreprenör Wulf Fricke som planerar att bygga bostäder på området om några år.
Ett ytterligare ägarbyte ägde rum 2021 av Nöjespark Sverige AB. Från och med ägarbytet drivs parken av Kenny Andreasson VD för Nöjespark Sverige AB. Anläggningen var stängd sommaren 2023 och det är inte sannolikt att den kommer att öppna igen då man planerar att bygga bostäder på området.
Den 28 april 2024 drabbades anläggningen av en kraftig brand som totalförstörde bland annat restaurangen "Wild West Steakhouse". Den 11 augusti 2024 rapporterade Sveriges Radio P4 Halland att rivningen av Äventyrslandet påbörjats. På platsen planeras 450-500 nya bostäder, allt från radhus till hyresrätter. Detaljplanen beräknas vara klar till slutet av 2025. 